# Famille Froger de la Rigaudière et de l'Éguille
Pour les articles homonymes, voir Froger.
La famille Froger de la Rigaudière et de l'Éguille, est une famille éteinte[réf. nécessaire] de la noblesse française établie en Saintonge. Elle s'illustre principalement dans la Marine royale aux XVIIe et XVIIIe siècles. Elle est anoblie en 1711.
Ses principales personnalités sont André Froger de la Rigaudière, colonel, et son frère Michel Froger de l'Éguille, officier de marine, tous deux anoblis par Louis XIV pour leurs mérites, et leurs descendants André Alexandre Froger de La Rigaudière (1722-1807), officier de marine et navigateur ; Michel-Joseph Froger de l'Éguille (1702-1772), chef d'escadre puis lieutenant général des armées navales ; Michel-Henry Froger de l'Éguille (1747-1795), capitaine de vaisseau ; Louis de Froger de l'Éguille (1750-1795), cofondateur de l'ordre de Cincinnatus, capitaine de vaisseau, major général d'escadre.

## Historique
Selon La Chenaye-Desbois dans son Dictionnaire de la noblesse, les Froger de la Rigaudière et Froger de l'Éguille seraient une branche de la famille de Froger, ancienne famille normande.
Mais selon Jacques Daniel, les futurs seigneurs de la Rigaudière et de l'Éguille sont d'une origine plus modeste. Leur grand-père André Froger est marchand corroyeur au début du XVIIe siècle à La Tremblade, dans la presqu'île d'Arvert, en Saintonge. Il est protestant,. 
Son fils, s'appelant lui aussi André Froger (1612-1670), est négociant de sel puis armateur et s'enrichit. Membre du consistoire protestant de La Tremblade puis de la Rigaudière, il achète en janvier 1654 la terre et seigneurie de la Rigaudière, à Médis, pour la somme de 22 800 livres tournois. En 1665 il est lieutenant-colonel des milices garde-côtes ; plus tard « agent des affaires du roy à La Tremblade », il meurt en 1670. 

### Branche de la Rigaudière

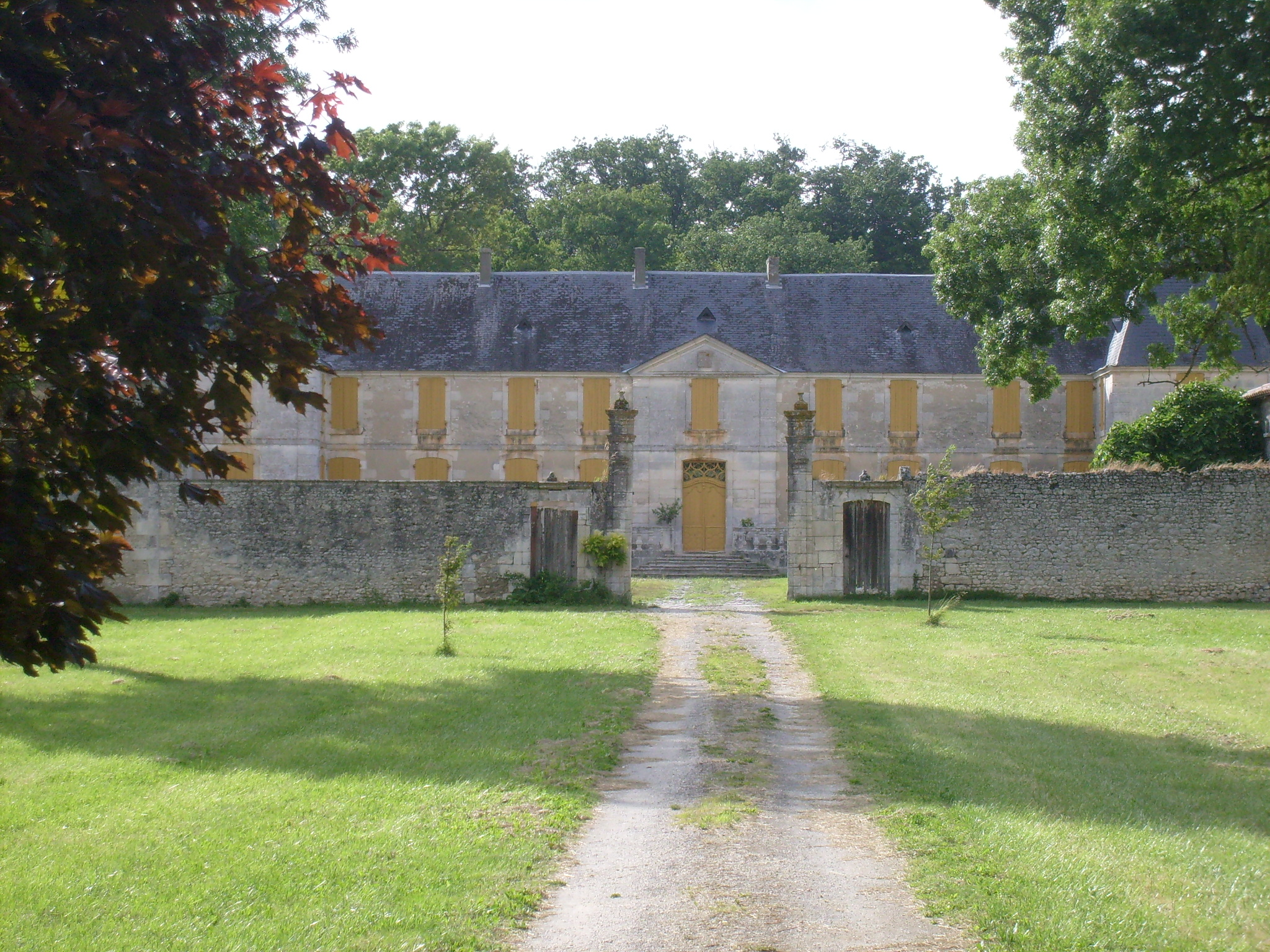
Château de la Rigaudière.

Cet André Froger a deux fils : André (1655-1727) et Michel. L'aîné André, né en 1655, hérite de la Rigaudière en 1670, il est à l'origine de la branche des Froger de la Rigaudière. Il épouse Judith Esneau de la Clisse, fille de commerçants protestants de Saintes, et en a neuf enfants. Peu après la révocation de l'édit de Nantes en 1685, il se convertit au catholicisme. Il est ensuite lieutenant-colonel des garde-côtes en 1695. En 1696, il fait enregistrer ses armes : « D'argent à un épervier s'essorant de gueules », à l'armorial de la généralité de La Rochelle. Promu en 1701 colonel des garde-côtes, il devient en 1704 le colonel du régiment d'infanterie d'Arvert. Il est anobli en même temps que son frère en 1711 par Louis XIV, et reçoit comme armoiries « D'argent, à un chevron de gueules, accompagné en chef de deux colombes d'azur en en pointe de trois serpents de sable posés en pal deux et un ». Il meurt en 1727. 
Il est le père de Michel-Honoré Froger (1687-1759), appelé Michel-Honoré Froger de la Clisse puis Froger de la Rigaudière, officier de marine, commandant de la Mutine de 1722 à 1726, et auteur de d'un ou plusieurs journaux de voyage. Il commande en 1723 une expédition visant à reprendre le fort d'Arguin aux Hollandais, en vain. Celui-ci est le père de neuf enfants, dont quatre fils, tous officiers de marine. 
L'aîné, André Alexandre Froger de La Rigaudière (1722-1807), est premier lieutenant de vaisseau de la Compagnie des Indes, chevalier de Saint-Louis, auteur d'une correspondance sur les colonies. C'est lui qui fait construire vers 1775 l'actuel château de la Rigaudière. La branche des Froger de La Rigaudière s'éteint avec lui en 1807.

### Branche de l'Éguille
Le second fils d'André Froger (1612-1670) est Michel Froger de l'Éguille (1668-1728), qui se fait connaître comme officier de marine et navigue vers les Amériques, en Afrique et en Extrême-Orient. Il est anobli par Louis XIV en même temps que son frère, en 1711.
Il est le père de Michel-Joseph Froger de l'Éguille (1702-1772), qui s'illustre dans la Marine, d'abord en gagnant trois combats contre des corsaires, ensuite comme chef d'escadre, remportant la bataille de Pondichéry, puis lieutenant général des armées navales, commandeur de l'ordre de Saint-Louis. 
Celui-ci a deux fils : Michel-Henry Froger de l'Éguille (1747-1795), capitaine de vaisseau et Louis de Froger de l'Éguille (1750-1795), également capitaine de vaisseau, cofondateur de l'ordre de Cincinnatus. Ils émigrent tous les deux, puis participent au débarquement de Quiberon et sont fusillés en 1795. Louis avait plusieurs enfants. 
Selon La Morinerie, la branche des Froger de l'Éguille se poursuit jusqu'aux arrière-petits-enfants de Michel-Henry Froger de l'Éguille ; cette branche s'éteint en 1946 selon J. Daniel ; selon un site généalogique, la branche persiste jusqu'en 1953.

## Filiation
- André Froger (XVIe-XVIIe), marchand corroyeur à La Tremblade.
  - André Froger (1612-1670), négociant de sel, armateur, lieutenant-colonel des milices gardes-côtes, agent des affaires du roi à la Tremblade, seigneur de la Rigaudière ; ép. en 1654 Judith Bression de Saint-Bris.
    - André Froger (1655-1727), colonel des garde-côtes puis d'infanterie, anobli en 1711, seigneur de la Rigaudière ; ép. Judith Esneau de La Clisse.
      - André-Alexandre Froger (mort en 1717), officier de marine, commandant la Sainte-Anne, « tué par des forbans ».
      - Michel-Honoré Froger de la Clisse puis Froger de la Rigaudière (1687-1759), seigneur de la Rigaudière, officier de marine.
        - André Alexandre Froger de La Rigaudière (1722-1807), seigneur de La Rigaudière, premier lieutenant de vaisseau de la Compagnie des Indes, chevalier de Saint-Louis ; ép. Louise Andrée Lind (ou de L'Ind).
          - Marie Thérèse Jeanne Froger de La Rigaudière (née en 1753), ép. en 1775 M. Montalier de Grissac, conseiller au parlement de Bordeaux.
          - Marie Julie Adélaïde Froger de La Rigaudière (née en 1761), ép. en 1789 Joseph Bernard de Bouet du Portal, officier d'artillerie.

        - Charles Honoré Théophile Froger, officier de marine à la Martinique.
        - Louis-Auguste Froger, officier de marine, prisonnier de guerre en Angleterre pendant la guerre de Sept Ans.
        - Jean-Jacques Froger, officier de marine à Brest.

    - Michel Froger de Laudouine puis Froger de l'Éguille (1668-1728), seigneur de l'Éguille, officier de marine et navigateur, chevalier de Saint-Louis, anobli en 1711 ; ép. Louise Régnier.
      - Michel-Joseph Froger de l'Éguille (v. 1702-1772), seigneur de l'Éguille, chef d'escadre, lieutenant général des armées navales, commandeur de Saint-Louis ; ép. Marie-Thérèse Gaudion d'Ardillières.
        - Michel-Henry Froger de l'Éguille (1747-1795), capitaine de vaisseau, chevalier de Saint-Louis, fusillé à Vannes après le débarquement de Quiberon ; ép. en 1776 Marie-Pauline de Pont des Granges.
          - Marie-Thérèse-Lucie Froger, ép. Jean-Baptiste Gay du Puy d'Anché, colonel, chevalier de Saint-Louis.
          - Armand-François Froger de l'Éguille (1791-1855), gouverneur du château de Chambord, ép. Élisabeth Hollamby.
            - Michel-Armand Froger de l'Éguille (1811-1857), inspecteur des Postes, ép. Aline Laurent.
              - Armand Froger de l'Éguille, ép. Adèle Bisterfeld.
                - Clémentine Froger de l'Éguille (1878-1948), ép. Raymond Yence.
                - Albert Froger de l'Éguille (1879-1953), ép. Béatrice Dickinson.

            - Charles Froger de l'Éguille (1815-1848), ép. Honorine Marsault de Parcay.
            - Édouard Froger de l'Éguille (1818-1872), ép. Sidonie d'Adhémar de Panat.
            - Louise-Marie, ép. René Yense.
            - William Froger de l'Éguille, ép. Pauline Mirable de Valence.
            - Raymond Froger de l'Éguille (1825-1895), prêtre.
            - Emilie Froger, Isidore ép. de Coignac.

        - Louis de Froger de l'Éguille (1750-1795), combattant de la Guerre d'indépendance des États-Unis, cofondateur de l'ordre de Cincinnatus, capitaine de vaisseau, major général d'escadre en 1788, chevalier de Saint-Louis, lui aussi fusillé à Vannes ; ép. en 1785 Jeanne-Louise de Chavagnac.

    - Henri-André Froger, seigneur et baron de Champagne, commandant de garde-côtes ; ép. Angélique de Morel de La Chebaudie.
      - Henri-Auguste Froger, écuyer.

    - Louis-Honoré Froger, commandant de Port-de-Paix, chevalier de Saint-Louis.

## Alliances
Les principales alliances de la famille Froger de La Rigaudière et de l'Éguille sont : Bression de Saint-Bris (1654), Esneau de La Clisse, Lind (ou de L'Ind), Régnier, Gaudion d'Ardillières, Montalier de Grissac (1775), de Pont des Granges (1776), de Chavagnac (1785), de Bouët du Portal (1789), Gay du Puy d'Anché, Hollamby, Laurent, Bisterfeld, Yence, Dickinson, Marsault de Parcay, d'Adhémar de Panat, Yense, Mirable de Valence, de Coignac, de Morel de La Chebaudie. 